# Actia quadriseta
Actia quadriseta là một loài ruồi trong họ Tachinidae.